# 제임스 네즈빗
제임스 네즈빗(영어: James Nesbitt, OBE, 1965년 1월 15일 ~ )은 영국의 배우이다.

## 출연 작품
- 밀리언즈

## 서훈
- 2016년 대영 제국 훈장 4등급(OBE) 수훈[1]